# Антонио Кабрини
Антонио Кабрини (на италиански: Antonio Cabrini) е италиански футболист-национал, защитник и треньор. Започва професионалната си кариера през 1973 г. в УС Кремонезе (29 мача 2 гола). През 1975 г. преминава в Аталанта (31 мача 1 гол). Като играч на ФК Ювентус от 1976 до 1989 г. спечелва Купата (1977) и Суперкупата на УЕФА (1984), КЕШ (1985), Купата на купите (1984) и Междуконтиненталната купа (1985), изиграва 297 мача с 33 гола. Завършва кариерата си във ФК Болоня от 1989 до 1991 (55 мача, 2 гола). В националния отбор на своята страна дебютира през 1978 г. Същата година спечелва Златната топка за най-добър играч на Световното първенство. 
Носител на златен медал от Световното първенство през 1982 г. с отбора на Италия. До 1987 г. изиграва 73 мача с отбелязани 9 гола за Италия, което го прави най-резултатният защитник в историята на адзурите. 

От периода 2000 г. до март 2008 г. е треньор на АК Арецо, ФК Кротоне Калчо, Пиза Калчо, Новара Калчо, националния отбор на Сирия и женския национален отбор по футбол на Италия.
През 2022 г. Антонио Кабрини е приет в Залата на славата на италианския футбол. 